# اریک نیمسنیک
اریک نیمسنیک (به انگلیسی: Eric Namesnik) (زادهٔ ۷ اوت ۱۹۷۰) شناگر اهل ایالات متحده آمریکا است.